# Fun House
Fun House este al doilea album al trupei americane de muzică rock, The Stooges. Deși un eșec din punct de vedere comercial, Fun House a devenit în timp un album cult și la fel ca următorul album al formației, Raw Power, a devenit esențial în dezvoltarea muzicii punk rock. 

## Tracklist
1. "Down on the Street" (3:42)
2. "Loose" (3:33)
3. "T.V. Eye" (4:17)
4. "Dirt" (7:00)
5. "1970" (5:14)
6. "Fun House" (7:45)
7. "L.A. Blues" (4:52)

- Toate cântecele au fost scrise de The Stooges.

## Single
- "Down on the Street" (1970)

## Componență
- Iggy Pop - voce
- Ron Asheton - chitară
- Dave Alexander - bas
- Scott Asheton - tobe
- Steve Mackay - saxofon